# Kévin Menaldo
Kévin Menaldo (Bordeaux, 12 luglio 1992) è un astista francese.

## Palmarès
| Anno | Manifestazione          | Sede           | Evento           | Risultato | Prestazione | Note |
| ---- | ----------------------- | -------------- | ---------------- | --------- | ----------- | ---- |
| 2009 | Mondiali allievi        | Bressanone     | Salto con l'asta | 7º        | 4,90 m      |      |
| 2011 | Europei juniores        | Tallinn        | Salto con l'asta | Argento   | 5,50 m      |      |
| 2013 | Giochi del Mediterraneo | Mersin         | Salto con l'asta | Argento   | 5,60 m      |      |
| 2013 | Europei under 23        | Tampere        | Salto con l'asta | 15º (q)   | 5,25 m      |      |
| 2014 | Mondiali indoor         | Sopot          | Salto con l'asta | 11º       | 5,55 m      |      |
| 2014 | Europei                 | Zurigo         | Salto con l'asta | Bronzo    | 5,70 m      |      |
| 2015 | Europei indoor          | Praga          | Salto con l'asta | nm (q)    | nm (q)      |      |
| 2015 | Mondiali                | Pechino        | Salto con l'asta | 6º        | 5,80 m      |      |
| 2016 | Europei                 | Amsterdam      | Salto con l'asta | Finale    | nm          |      |
| 2016 | Giochi olimpici         | Rio de Janeiro | Salto con l'asta | 16º (q)   | 5,45 m      |      |
| 2017 | Europei indoor          | Belgrado       | Salto con l'asta | 10º       | 5,60 m      |      |
| 2017 | Mondiali                | Londra         | Salto con l'asta | 22º (q)   | 5,45 m      |      |